# ليسينيوس
ليسينيوس أو ليسينيوس الأول ((باللاتينية: Gaius Valerius Licinianus Licinius Augustus); حوالي 263–325) كان الإمبراطور الروماني من 308 إلى 324. في معظم عهده كان زميل ومنافس قسطنطين الأول، الذي شارك في تأليف مرسوم ميلانو الذي منح التسامح الرسمي للمسيحيين في الإمبراطورية الرومانية. هُزم أخيرًا في معركة كرايسوبوليس، وتم إعدامه لاحقًا بناء على أوامر من قسطنطين الأول.

## عهده المبكر

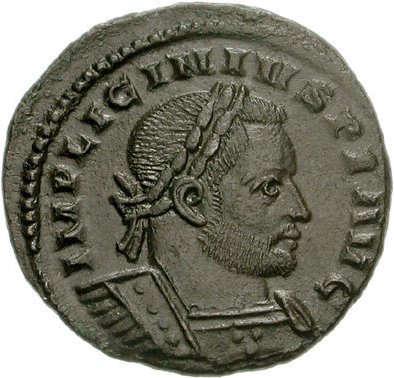
فُلس (Follis) صُك في لونديونيوم (لندن)، حوالي عام 311 م

وُلِد ليسينيوس لعائلة من الفلاحين الداقيين في مويسيا العليا، ورافق صديق طفولته -الإمبراطور المستقبلي غاليريوس - في الحملة الاستكشافية في بلاد الفرس عام 298. كان غاليريوس يثق به لدرجة كافية حتى أنه أرسله في عام 307 كمبعوث إلى مكسنتيوس في إيطاليا لمحاولة التوصل إلى اتفاق حول الوضع السياسي غير الشرعي للأخير، ثم عهد غاليريوس إليه بحكم المقاطعات الشرقية عندما ذهب شخصيًا لمقابلة ماكسينتيوس بعد وفاة فلافيوس فاليريوس سيفيروس.
مُنح غاليريوس ليسينيوس لقب القيصر في المنطقة الغربية في 11 نوفمبر 308، وخضعت لقيادته المباشرة مقاطعات البلقان (إيليريكوم وتراقيا وبانونيا). تولى ليسينيوس قيادة الحرب ضد السارماتيين وألحق بهم شر الهزيمة، وعند وفاة غاليريوس في مايو عام 311 دخل ليسينيوس في اتفاقية مع ماكسيمينوس لتقاسم المقاطعات الشرقية بينهما، وفي هذه المرحلة كان ليسينيوس القيصر الرسمي للغرب وامتلك أيضًا جزءًا من المقاطعات الشرقية.
أجبر تحالف ماكسيمينوس وماكسينتيوس القيصرين الآخرين ليسينيوس وقسطنطين على الدخول في اتفاقية تحالف رسمي بينهما، ولذلك تزوج ليسينيوس من فلافيا جوليا قنسطنطينا - الأخت غير الشقيقة لقسطنطين الأول -[بحاجة لمصدر] في مارس 313 في ميديولانوم (ميلانو حاليًا) وأنجبا ابنًا (ليسينوس الثاني) في 315، وكان زواجهما مناسبة لصدور «مرسوم ميلانو» المشترك الذي يسمح بممارسة الديانة المسيحية (أو أي دين قد يختاره المرء) في الإمبراطورية، مع قوانين إضافية أعادت الممتلكات المصادرة إلى الهيئات الدينية المسيحية وأعفت رجال الدين المسيحيين من الواجبات المدنية.
قرر ماكسيمينوس على أثر ذلك مهاجمة ليسينيوس، فغادر سوريا على رأس 70 ألف رجل، وعلى الرغم من الطقس القاسي الذي واجهه على طول الطريق وأضعف جيشه بشكل كبير، فقد عبر البوسفور في أبريل 313 وتوجه إلى بيزنطة، التي كانت تحت سيطرة قوات ليسينيوس. استولى ماكسيمينوس على المدينة بعد حصار دام أحد عشر يومًا، ثم انتقل إلى هيرقليا التي استولى عليها بعد حصار قصير، ثم استقر هناك بجيشه الذي أصبح أقل عددًا (30 ألف). وصل ليسينيوس إلى أدرنة بينما كان ماكسيمينوس لا يزال يحاصر هيرقليا. تزعم الروايات أن ليسينيوس شاهد رؤية قبل المعركة الحاسمة تُبشر بانتصاره. اشتبك الجيشان في معركة تسيرالوم الحاسمة في 30 أبريل 313 وسحقت قوات ماكسيمينوس الذي فرَّ متخفيًا بلباس عبد إلى نيقوميديا. حاول ماكسيمينوس إيقاف تقدم ليسينيوس عند المداخل القليقية من خلال إنشاء التحصينات هناك معتقدًا أنه لا تزال لديه فرصة للخروج منتصرًا، لكن جيوش ليسينيوس اخترقت هذه التحصينات، ما أجبر ماكسيمينوس على التراجع إلى طرسوس، وواصل ليسينيوس الضغط عليه في البر والبحر. انتهت الحرب بينهما فقط عند وفاة ماكسيمينوس في أغسطس عام 313.
كان قسطنطين أيضًا قد سحق خصمه ماكسينتيوس في عام 312، فتقاسم قسطنطين وليسينيوس العالم الروماني بينهما، وأصبح ليسينيوس قيصر الشرق وقسطنطين قيصر الغرب، وبعد إبرام هذه الاتفاقية توجه ليسينيوس فورًا إلى الشرق للتعامل مع تهديد آخر يتمثل بهجوم الإمبراطورية الساسانية الفارسية.

## الصراع مع قسطنطين الأول
اندلعت حرب أهلية بين ليسينيوس وقسطنطين في عام 314، استخدم فيها قسطنطين ذريعة أن ليسينيوس كان يحمي سينيسيو الذي اتهمه قسطنطين بالتآمر للإطاحة به. انتصر قسطنطين في معركة سيبالاي في بانونيا (8 أكتوبر عام 314)، وعلى الرغم من أن الوضع قد هدأ مؤقتًا وتشارك كلا الرجلين منصب القنصل في عام 315، إلا أنه كان مجرد هدوء يسبق العاصفة، ففي العام التالي اندلعت حرب جديدة عندما قام ليسينيوس بتعيين فاليريوس فالنس إمبراطورًا مشاركًا، لكن ليسينيوس هُزم هزيمة ساحقة في سهل مارديا في تراقيا. تصالح الأباطرة بعد هاتين المعركتين، وقتل ليسينيوس شريكه في الحكم فالنس، وعلى مدى السنوات العشر التالية حافظ الإمبراطوران على هدنة غير مستقرة.

## وصلات خارجية
- De Imperatoribus Romanis: Licinius
- Socrates Scholasticus account of Licinius' end
- Roman and Greek Coins